# Karl Friedrich Bardili
Karl Friedrich Bardili (* 1. März 1790 in Kirchheim unter Teck; † 27. Juli 1826 in Stuttgart) war ein deutscher Militär- und Verwaltungsbeamter.

## Leben
Karl Friedrich Bardili war Sohn eines Stadt- und Amtsschreibers. Er besuchte die Lateinschule in Kirchheim bis 1804 und anschließend bis 1806 das niedere Seminar in Denkendorf (Württemberg). Von 1806 bis 1810 studierte er Rechtswissenschaften an der Eberhard Karls Universität Tübingen, wo er Mitglied des Corps Suevia Tübingen wurde. Nach dem Studium trat er in württembergischen Staatsdienst ein. 1810 wurde er Aktuar, zunächst beim Oberamt Münsingen und dann beim Oberamt Brackenheim. 1813 war er Auditor des Infanterie-Regiments Nr. 10. 1814 kehrte er als Oberamtsaktuar nach Brackenheim zurück. 1817 wurde er zum Auditor der 1. Reiterbrigade in Ludwigsburg berufen und zu Beginn des Jahres 1822 zum Stellvertreter des Oberkriegsrats von Goeriz beim Oberkriegsgericht in Stuttgart ernannt. 1825 kehrte er in seine alte Funktion nach Ludwigsburg zurück. Zu Beginn des Jahres 1826 wurde er an das Oberkriegsgericht in Stuttgart berufen. Etwa Mai/Juni 1826 wurde er zum Oberamtmann des Oberamts Freudenstadt ernannt. Kurz nach seiner Ernennung verstarb er in Stuttgart.